# Packard Light Eight
Packard Light Eight (Packard Light 8) –  samochód osobowy marki Packard produkowany w roku 1932 w 9 serii aut tej marki. Był pomyślany jako słabsza wersja modeli z serii Eight i zarazem odpowiedź firmy na spadek popytu aut luksusowych w czasie kryzysu. Osiągał prędkość maksymalną 115 km/h. Cena oscylująca w granicach 1750 - 1795 dolarów była zbyt wysoka dla klientów i sprzedano jedynie 6750 sztuk tego modelu. Jego produkcja nie była kontynuowana.
Występował w kilku odmianach nadwozia: Coupé-Roadster (2 lub 4 osobowe), Coupé (2 lub 4 osobowe), 5 osobowe Limousine oraz 5 osobowe Coupé-Limousine.